# Mega Logoteta
Il Mega Logoteta (in lingua greca Μέγας Λογοθέτης, grande ragioniere) era il capo della burocrazia bizantina durante l'era centrale - ovvero quella di maggiore forza - dell'impero di Bisanzio. Questa figura di burocrate era personalmente responsabile della gestione del Ministero del Tesoro, al pari del moderno cancelliere di stampo occidentale.
Anche se l'ufficio del Mega Logoteta è proseguito dopo la caduta di Costantinopoli, conquistata dai crociati nel 1204 durante la quarta crociata, molte delle sue funzioni sono state assunte gradualmente durante il periodo di Paleologi, ultimi imperatori bizantini, da altri uffici (quale il Mega Dux).
Il termine Logoteta unisce i marchi (parola) e i thetes (dal verbo tithemi = mettere, disporre) cosicché il suo significato può essere quello di colui che custodisce la parola.

## Elenco deimegaloi logothetaiconosciuti

### Impero di Nicea e periodo Paleologo
| Nome                        | Mandato         | Nominato da                                    | Note | Rif.                 |
| --------------------------- | --------------- | ---------------------------------------------- | --- | -------------------- |
| Strategopoulo               | c. 1217         | Teodoro I Lascaris                             | Il sebastos e mega logoteta Strategopoulo (nome di battesimo sconosciuto) è attestato come presidente di un tribunale per una disputa tra due comunità nella zona di Mileto. Il tribunale era ovviamente lo stesso presieduto dal logothetes ton sekreton nel 1196, a riprova del legame evolutivo tra le due cariche. | [ 1 ]                |
| Giorgio Acropolita          | 1255–1282       | Teodoro II Lascaris, Michele VIII Paleologo    | Studioso e storico, Acropolite ebbe una rapida ascesa nella gerarchia imperiale, arrivando a ricoprire il ruolo di logothetes tou genikou nel 1246. Come protetto di Teodoro II Lascaris, fu promosso a megas logothetes nel 1255. In questa veste ebbe un ruolo importante negli affari politici e militari, fino alla sua cattura durante una campagna contro Michele II d'Epiro nel 1257. Fu liberato nel 1260. Dopo la riconquista di Costantinopoli nel 1261, chiese all'imperatore Michele VIII Paleologo di sollevarlo dalle sue funzioni politiche per potersi dedicare alla rinascita dell'istruzione superiore nella capitale imperiale. Fino alla sua morte, nel 1282, prestò servizio per Michele VIII in una serie di missioni diplomatiche.           | [ 2 ] [ 3 ] [ 4 ]    |
| Teodoro Muzalon             | 1282–1294       | Michele VIII Paleologo, Andronico II Paleologo | Uomo molto colto, Muzalon fu nominato megas logothetes dopo la morte di Acropolita, poco prima della morte dello stesso Michele VIII. Muzalon esercitò una grande influenza sul nuovo imperatore, Andronico II. Non solo ricoprì il ruolo di primo ministro effettivo, ma gli fu persino permesso di indossare un cappello scarlatto ricamato in oro, simile a quelli portati dai principi imperiali. Nel 1291, Andronico II lo elevò anche al rango di protovestiario e in seguito fece sposare suo figlio Costantino con la figlia di Muzalon. In seguito all'insorgere della malattia che lo porterà alla morte nel marzo 1294, Muzalon chiese di essere sollevato dalle sue funzioni amministrative. Su suo consiglio, l'imperatore le affidò a Niceforo Cumno. | [ 5 ] [ 6 ]          |
| Costantino Acropolita       | c. 1305/06–1321 | Andronico II Paleologo                         | Figlio maggiore di Giorgio Acropolita e anch'egli erudito, nel 1282 ottenne la nomina di logothetes tou genikou, che mantenne almeno fino al 1294 circa. La data esatta della sua nomina a megas logothetes è incerta. Il titolo era per lo più onorifico, poiché la conduzione degli affari rimaneva nelle mani del mesazon Niceforo Cumno e poi di Teodoro Metochita. | [ 7 ] [ 8 ] [ 9 ]    |
| Teodoro Metochita           | 1321–1328       | Andronico II Paleologo                         | Noto studioso, Metochita passò successivamente da logothetes ton agelon (1290) a logothetes ton oikeiakon (1295/96), logothetes tou genikou (1305) e infine megas logothetes nel 1321, pur avendo sostituito Niceforo Cumno come primo ministro de facto (mesazon) dal 1305. In seguito alla deposizione di andronico II dopo la guerra civile del 1321-1328, Metochita fu destituito ed esiliato, terminando i suoi giorni come monaco. | [ 10 ] [ 11 ] [ 12 ] |
| Giovanni Gabala             | 1343–1344       | Giovanni V Paleologo                           | Originariamente sostenitore di Giovanni VI Cantacuzeno, il megas droungarios Giovanni Gabala disertò per la reggenza di Giovanni V durante la guerra civile del 1341-1347. Fu promosso protosebastos e infine megas logothetes, prima di scontrarsi con il capo della reggenza, Alessio Apocauco, e di essere imprigionato. | [ 13 ] [ 14 ]        |
| Giovanni Paleologo Raulo    | 1344            | Giovanni V Paleologo                           | Zio di Giovanni V, menzionato come megas logothetes in due atti riguardanti i monasteri di Zografou e di Philotheou nell'ottobre-novembre 1344. Guilland lo ritiene identico a Giovanni Gabala. | [ 13 ] [ 15 ]        |
| Niceforo Lascaris Metochita | c. 1355–1357    | Giovanni VI Cantacuzeno, Giovanni V Paleologo  | Figlio di Teodoro Metochita, sostenitore di Andronico III Paleologo durante la guerra civile del 1321-1328, e di Giovanni Cantacuzeno durante la guerra civile del 1341-1347. È attestato come megas logothetes nel 1355-1357, ma fu evidentemente nominato da Giovanni VI e mantenuto in carica da Giovanni V dopo le dimissioni di Cantacuzeno nel 1354. | [ 16 ] [ 17 ]        |
| Giorgio Sfranze             | 1451/1452–1453  | Costantino XI Paleologo                        | Dopo una successione di cariche civili e diplomatiche sotto Manuele II Paleologo e Costantino XI Paleologo, tra cui quella di governatore di Patrasso, Mistra e Selymbria, Sfranze fu nominato ultimo megas logothetes dell'Impero bizantino. Durante la caduta di Costantinopoli fu fatto prigioniero, ma fu riscattato e continuò a viaggiare nei Balcani e in Italia. Scrisse una cronaca, il Chronicon Minus, basata sul suo diario, che copre gli eventi del 1413-1477. | [ 18 ] [ 19 ] [ 20 ] |

### Impero di Trebisonda
| Nome               | Mandato      | Nominato da               | Note | Rif.          |
| ------------------ | ------------ | ------------------------- | --- | ------------- |
| Giorgio Scolario   | c. 1363      | Alessio III di Trebisonda | Documentato in un trattato di Giorgio Gemisto Pletone. | [ 21 ]        |
| Giorgio Amiroutzes | c. 1458–1461 | Davide II di Trebisonda   | Noto filosofo e teologo, fu l'ultimo primo ministro dell'Impero di Trebisonda, con i titoli di megas logothetes e protovestiario. Considerato filoturco dai contemporanei, è accusato di aver convinto l'imperatore Davide ad arrendersi agli Ottomani durante l'assedio di Trebisonda (1461). Trascorse il resto della sua vita come insegnante di filosofia del sultano ottomano Maometto II. | [ 22 ] [ 23 ] |